# National Premier Leagues Capital Football
La NPL ACT è il più alto livello di calcio nello Stato dell'ACT, Australia. A livello nazionale, è di un grado inferiore alla NSD e costituisce la terza serie del paese. È diretto dalla Capital Football, la federazione dello stato di appartenenza.

## Storia
Nel 2013, viene annunciato che anche la zona dell'ACT (Territorio della Capitale Australiana) avrebbe partecipato alla NPL, la nuova seconda divisione australiana, attraverso una riforma del campionato; la denominazione assunta è quella ancora attuale nel 2025, ovvero NPL ACT.
A partire dalla stagione 2025, dopo la creazione di una nuova seconda serie, la lega passerà al terzo livello della piramide calcistica nazionale.

## Squadre partecipanti
Stagione 2025.
- Canberra Croatia
- Tigers FC
- Gungahlin Utd
- Monaro Panthers
- O'Connor Knights
- Queanbeyan City
- Tuggeranong Utd
- Yoogali

## Albo d'oro

### Vincitori della NPL ACT
- 2013 -  Canberra Olympic
- 2014 -  Belconnen Utd
- 2015 -  Canberra Olympic
- 2016 -  Canberra Olympic
- 2017 -  Belconnen Utd
- 2018 -  Canberra FC
- 2019 -  Gungahlin Utd
- 2020 -  Canberra Croatia
- 2021 - Nessun vincitore decretato
- 2022 -  Monaro Panthers
- 2023 -  Canberra Croatia
- 2024 -  Canberra Croatia